# Zang Shiyi

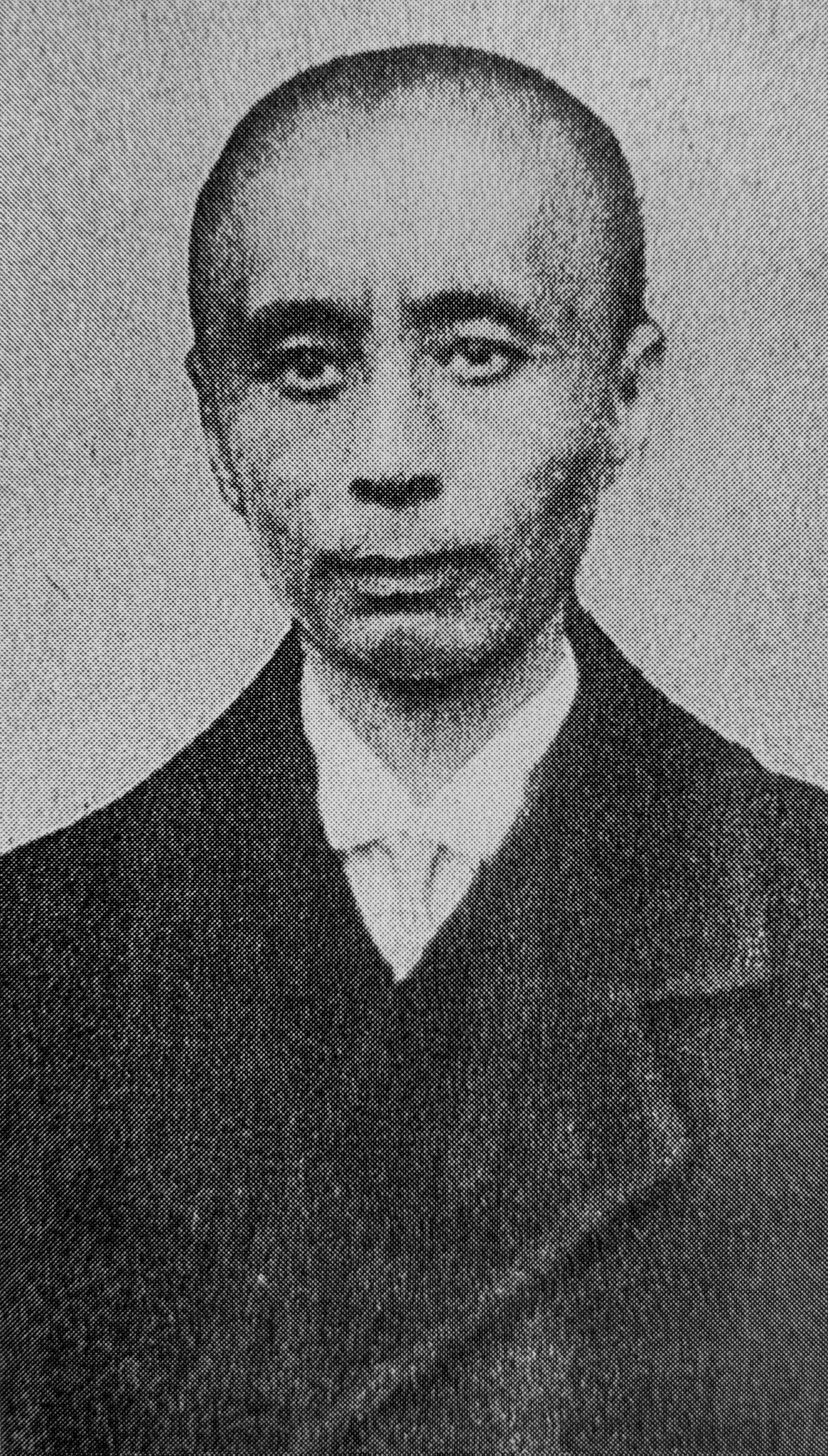
Zang Shiyi

Zang Shiyi (chinesisch 臧式毅, Pinyin Zāng Shìyì, W.-G. Tsang Shih-yi; Zì 奉久,  Fèngjiŭ,  Feng-chiŭ; * Oktober 1884 in Mukden, Kaiserreich China; † 13. November 1956 in Fushun, Volksrepublik China) war ein chinesischer und mandschurischer General und Politiker.

## Leben
Zang wurde 1884 im Bezirk Mukden in der Provinz Fengtian geboren. Er ging später zur Ausbildung nach Japan und schloss dort die Heereskavallerieschule an der Heeresoffizierschule ab. Nach seiner Rückkehr nach China wurde er Stabschef der Regierungstruppen in der Provinz Kirin. 1920 kämpfte er im Zhili-Anhui-Krieg und bekleidete im Anschluss daran gemeinsam mit Yan Yuting den Posten des Stabschefs im Armeehauptquartier in Nanjing. Nach dem Tod des Warlords Zhang Zuolin in der Mandschurei unterstützte er die Chinesische Wiedervereinigung die von Zhangs Sohn Xueliang projektiert und durchgeführt worden war, indem dieser die mandschurischen Gebiete unter seiner Kontrolle der Kuomintang-Regierung unterstellte. Als Dank für seine Unterstützung wurde Zang im Jahr 1930 Gouverneur der Provinz Fengtian.
Als nach dem Mukden-Zwischenfall die japanische Armee mit der Besetzung der Mandschurei begann, weigerte Zang sich, mit dieser zusammenzuarbeiten. Er wurde daher nach der Eroberung Fengtians durch die Japaner vorerst inhaftiert. Bereits kurze Zeit später entschloss er sich jedoch dazu, doch zu kollaborieren und wurde am 16. Dezember 1931 als Gouverneur wiedereingesetzt. Er war Mitglied im Ausschuss zur Erlangung der Selbstverwaltung, welcher die Unabhängigkeit der Mandschurei von China vorbereiten sollte. Im Februar 1932 wurde schließlich der japanische Marionettenstaat Mandschukuo proklamiert.
Nach einer ersten Umverteilung der Provinzen in Mandschukuo in 1932 blieb Zang weiterhin Gouverneur von Fengtian. Er hielt diesen Posten auch, als die Anzahl der Provinzen 1934 von vier auf zehn erhöht wurde. Im März 1935 war er die erste Wahl von Kaiser Kangde, als es darum ging einen Nachfolger für Zheng Xiaoxu als Premierminister von Mandschukuo zu finden. Die Führung der japanischen Kwantung-Armee setzte jedoch ihren Kandidaten, Zhang Jinghui, gegen den Willen des Kaisers durch. Als Ersatz hierfür war Zang vom 21. Mai 1935 bis zur Kapitulation Japans und der Zerschlagung Mandschukuos durch die Sowjetunion im August 1945 Sprecher des Senats von Mandschukuo, was eine eher zeremonielle Rolle war. Während dieser Zeit war er zeitweise auch Vize-Innenminister.
1940 wurde er Botschafter Mandschukuos bei der von Japan eingerichteten Neuorganisierten Regierung der Republik China.
Als die Sowjetunion in Mandschukuo einfiel, rief Zang am 17. August eine Notsitzung des Parlaments zusammen, bei der er die Abdankung Kangdes zum 18. August bekanntgab und verkündete, dass er mit der Sowjetunion verhandeln wolle. Diese Verhandlungen schlugen fehl, und Zang wurde am 30. August von der Roten Armee gefangen genommen. Bis 1950 wurde er in Sibirien inhaftiert, bevor er in die Volksrepublik China abgeschoben wurde, wo er 1956 nach einer Erkrankung im Kriegsverbrechergefängnis von Fushun starb.